# Íodro
Íodro (en rus: Иодро) és un poble de la república de l'Altai, a Rússia, que el 2016 tenia 268 habitants, pertany al districte d'Ongudai.